# Arnold Johnson
Arnold Johnson (* 23. März 1893 in Chicago, Illinois; † 25. Juli 1975 in St. Petersburg, Florida) war ein US-amerikanischer Pianist, Arrangeur, Komponist und Bigband-Leader im Bereich des Swing und der Populären Musik.

## Leben und Karriere
Johnson, 1893 in Chicago geboren, arbeitete bereits im Alter von 14 Jahren als Pianist in einem Chicagoer China-Restaurant; später studierte er Musik am Chicago Music College und dem American Conservatory of Music; seine Musikerkarriere begann in der Band des Saxophonisten Rudy Wiedoeft.
1919 zog Johnson nach New York City, wo er seine Frisco Jass Band gründete. 1922 spielte er im Pelham Heath Inn; Mitte der 1920er verließ er kurz das Musikgeschäft und arbeitete als Makler in Florida. Ende der 1920er Jahre arbeitete er erneut mit einer eigenen Band in New York; mit der Formation, in der u. a. Harold Arlen, Vic Berton, Bob Chester, Scrappy Lambert, Danny Polo und Pete Pumigilo mitwirkten, trat er 1928 in zwei Broadway-Musicals auf: George White Scandals und Greenwich Village Follies. 1929 war seine Band in einem weiteren Broadway-Musical zu hören, Earl Carroll’s Sketch Book und trat in einigen Musik-Kurzfilmen auf. Zwischen diesen Engagements spielte er in Nachtclubs und als Theaterorchester in Chicago und New York. Erkennungsmelodie war Breakaway, er nahm für die Label Vocalion und Brunswick auf.
Anfang der 1930er Jahre gab Johnson die Leitung der Band auf und arbeitete als künstlerischer Leiter und Produzent für Radio-Studios. Dabei produzierte er auch Radioshows wie die populäre Sendung National Amateur Night. Er war auch Komponist einiger Songs wie O und Does Your Heart Beat For Me?